# Сверчок стеблевой дальневосточный
Сверчок стеблевой дальневосточный, или трубачик восточный (лат. Oecanthus longicaudus) — насекомое семейства настоящие сверчки, встречается на Дальнем Востоке России, в Китае и Японии.
Имеет удлиненное тело (11—13 мм) светло-зеленого цвета, брюшко снизу с продольной черной полосой. Усики тонкие, длиннее тела. Надкрылья прозрачные, короче крыльев. Самки имеют длинный яйцеклад, расширенный на вершине. Яйца цилиндрические, желтоватые, до 3 мм в длину. Откладываются в стебли и черешки листьев по 2—4 штуки. Личинки похожи на взрослых, но мельче и только с зачатками крыльев. Появляются в начале июля, имаго встречаются с августа по сентябрь.